# تیم الیوت
تیم الیوت (انگلیسی: Tim Elliott) بوکسور آمریکایی است.